# 928 Hildrun
928 Hildrun, asteroid glavnog pojasa. Otkrio ga je Karl Wilhelm Reinmuth, 23. veljače 1920.

## Vanjske poveznice
- Minor Planet Center